# D-мезон
D-мезони — мезони з чарівністю 1 та ізотопічним спіном 1⁄2.. Це найлегші частинки, що містять c-кварк. Вони групуються в мультиплети по три частинки.: де-мінус-мезон D−, де-нуль-мезон D0, де-плюс-мезон D+. Причому D− є античастинкою для D+. D-мезони були відкриті на SLAC в 1976 році. 

## Загальний огляд
Так як D-мезони є найлегшими мезонами, що містять один чарівний кварк (або антикварк), то для того щоб розпастися, вони повинні змінити чарівний (анти)кварк в (анти)кварк іншого типу. Такі перетворення порушують закон збереження квантового числа чарівність, і отже, можуть мати місце тільки за рахунок слабкої взаємодії. В D-мезонах чарівні кварки переважно перетворюються нас дивні кварки через обмін  W частинок, тому D мезон розпадається переважно в 
K і 
π мезони.
У листопаді 2011 року, науковці з експерименту LHCb що проходить в CERNі повідомили (з достовірністю 3,5 сигма ), що вони спостерігали пряме порушення СР-інваріантності в розпаді нейтрального D-мезона, можливо поза Стандартною моделлю.

## Список D-мезонів та їх властивості
| Назва частинки | Позначення | Античастинка | Кварковий склад | Енергія спокою (MeV/c2) | IG  | JPC | S  | C  | B' | Середній час життя (s) | Найімовірніші канали розпаду (>5% розпадів)                                                                    |
| -------------- | ---------- | ------------ | --------------- | ----------------------- | --- | --- | -- | -- | -- | ---------------------- | --- |
| D-мезон        | D+         | D−           | c d             | 1,869.62 ± 0.20         | 1⁄2 | 0−  | 0  | +1 | 0  | 1.040 ± 0.007 × 10−12  | http://pdg.lbl.gov/2008/listings/s031.pdf [Архівовано 18 травня 2018 у Wayback Machine.]                       |
| D-мезон        | D0         | D0           | c u             | 1,864.84 ± 0.17         | 1⁄2 | 0−  | 0  | +1 | 0  | 4.101 ± 0.015 × 10−13  | http://pdg.lbl.gov/2008/listings/s032.pdf [Архівовано 18 травня 2018 у Wayback Machine.]                       |
| Дивний D-мезон | D+ s       | D− s         | c s             | 1968.47±0.33            | 0   | 0−  | +1 | +1 | 0  | (5.00±0.07)×10−13      | http://pdg.lbl.gov/2010/listings/rpp2010-list-Ds-plus-minus.pdf [Архівовано 22 грудня 2011 у Wayback Machine.] |
| D-мезон        | D∗+ (2010) | D∗− (2010)   | c d             | 2,010.27.62 ± 0.17      | 1⁄2 | 1−  | 0  | +1 | 0  | 6.9 ± 1.9 × 10−21[a]   | D0 + π+ or D+ + π0                                                                                             |
| D-мезон        | D∗0 (2007) | D∗0 (2007)   | c u             | 2,006.97 ± 0.19         | 1⁄2 | 1−  | 0  | +1 | 0  | >3.1 × 10−22[a]        | D0 + π0 or D0 + γ                                                                                              |

[a] ↑  PDG дає резонансну ширину (Γ). Тут наведена обернена величина τ = ħ⁄Γ.